# Sadove, Horol
Sadove (în ucraineană Садове) este un sat în comuna Petrivka din raionul Horol, regiunea Poltava, Ucraina.

## Demografie
Componența lingvistică a localității Sadove
     Ucraineană (97,36%)
     Rusă (2,26%)
     Alte limbi (0,38%)
Conform recensământului din 2001, majoritatea populației localității Sadove era vorbitoare de ucraineană (97,36%), existând în minoritate și vorbitori de rusă (2,26%).